# Rouse (California)
Rouse es un lugar designado por el censo ubicado en el condado de Stanislaus en el estado estadounidense de California. En el año 2010 tenía una población de 2.005 habitantes.

## Geografía
Rouse se encuentra ubicado en las coordenadas 37°37′10.13″N 121°0′25.93″O / 37.6194806, -121.0072028.